# Distretto di Ala-Buka
Il distretto di Ala-Buka (in kirghiso Ала-Бука району?, Ala-Buka rayonu) è un distretto (raion) del Kirghizistan con  capoluogo Ala-Buka.